# Fuori dal ring
Fuori dal ring (Lights Out) è una serie televisiva statunitense creata da Justin Zackham e trasmessa nel 2011 su FX.
Negli Stati Uniti la serie ha ottenuto un'ottima accoglienza da parte della critica, ma il 24 marzo 2011 è stata cancellata a causa della perdita di ascolti. L'ultimo episodio della prima ed unica stagione è stato trasmesso il 5 aprile 2011.
In Italia, viene trasmessa dal 29 aprile 2012 su Fox.

## Trama
La serie racconta la dura e drammatica vita di un pugile, Patrick Leary, il quale dopo aver perso ingiustamente il titolo sul ring ed essersi ritirato per vivere in tranquillità con la propria famiglia, si ritrova ad un tratto pieno di debiti e così decide di tornare sul ring.

## Episodi
| Stagione       | Episodi | Prima TV USA | Prima TV Italia |
| -------------- | ------- | ------------ | --------------- |
| Prima stagione | 13      | 2011         | 2012            |